# ウスリースク駅
ウスリースク駅（ウスリースクえき、ロシア語: Станция Уссури́йск）は、ロシア連邦沿海州のウスリースクにある鉄道駅。シベリア鉄道上の駅で、遠距離寝台特急（ロシア号等）やエレクトリーチカ（近郊列車）の全列車が停車する。また、中国・綏芬河方面からの旧東清鉄道（グロデコヴォ支線）の接続駅である。

## 概要
1893年にウラジオストク駅と当駅の間にウスリースク鉄道が建設されたのが始まりである。当駅以南は1963年に、以北は2000年に電化された。全ての旅客列車が停車する駅であり、1列車につき平均約15分停車する。
かつてはハルビンから当駅を経由してウラジオストクおよびハバロフスクへ向かう中露国際列車が運行されていたが、2013年4月以降は当駅を経由する国際旅客列車の運行実績がなく、事実上廃止状態となっている。

## 沿革
- 1893年 - 開業[3]。

## 駅構造

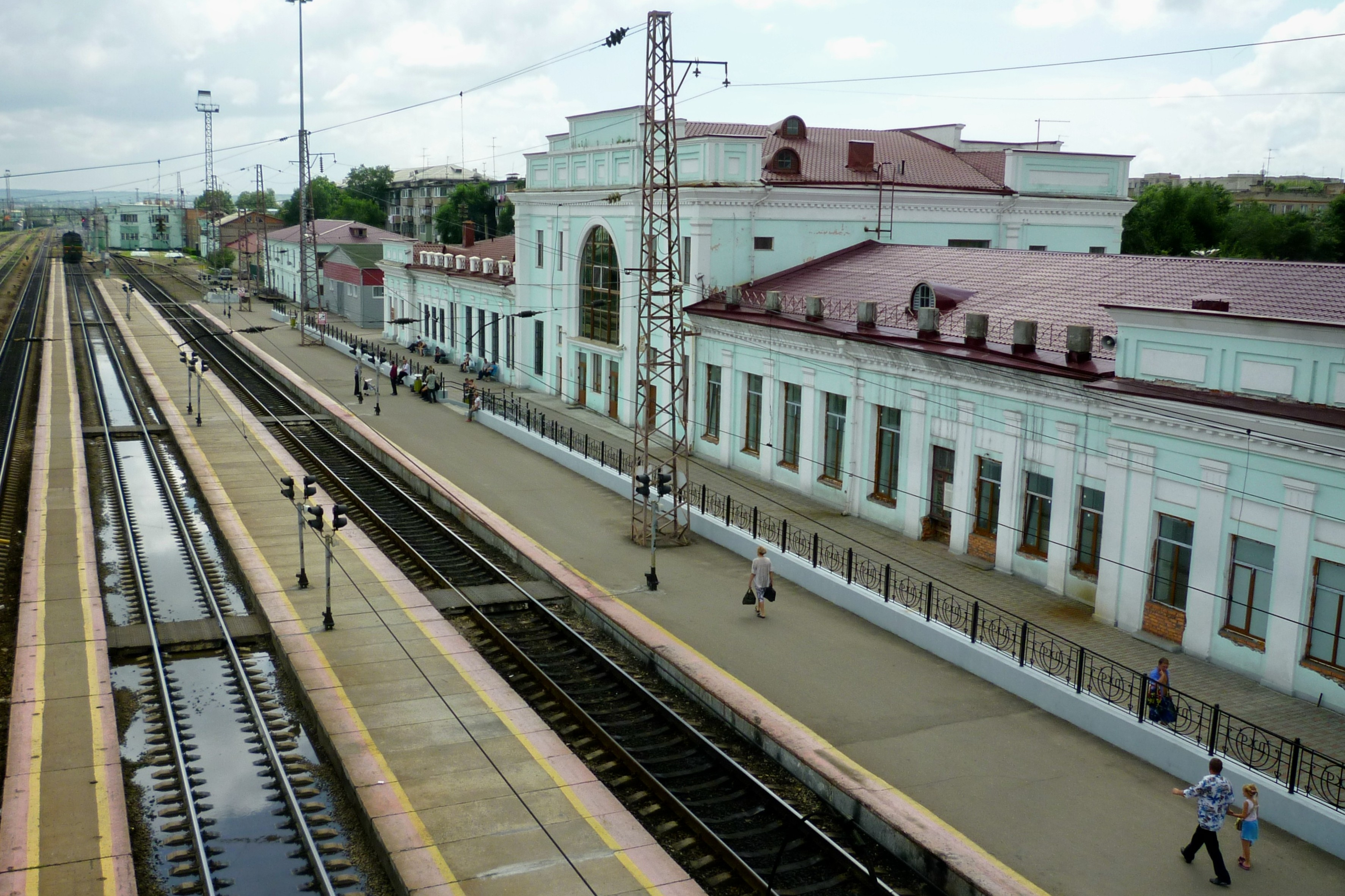
ホーム全景（2013年7月27日）

島式ホーム2面3線に単式ホーム1面が隣接する形の合計3面3線の地上駅。ホームは全て低床式。互いのホームは線路上を直接渡って行き来することができる。ホーム西側に操車場がある。
駅舎は単式ホームに隣接している。トイレ（有料）は駅舎外にあり、駅舎北側に隣接している。駅舎を介さずとも駅舎北側の抜け道からホームに入ることができる。

## 駅周辺
ウスリースク市街中心部は駅前道路であるプーキシナ通りを東に2km進んだ場所にある。駅裏側へは駅舎外北側にある跨線橋を介して行くことができる。
駅東側（駅舎側）
- 駅前広場・レーニン像
- 沿海地方鉄道輸送学校
- ラコフカ川

駅西側（駅裏側）
- 沿海州農業アカデミー（ロシア語版）
- パルク・クリトゥリ・イ・オッデハ・イメニ・チュマカ（Парк Культуры и Отдыха имени Чумака）
- 130番高校（МБОУ СОШ No. 130）

## 隣の駅
ロシア鉄道
シベリア鉄道
ロシア号（1列車・2列車）
シビルツィヴォ駅 - ウスリースク駅 - ウゴリナヤ駅
オケアン号（5列車・6列車）
シビルツィヴォ駅 - ウスリースク駅 - ウゴリナヤ駅
7列車・8列車
シビルツィヴォ駅 - ウスリースク駅 - ウゴリナヤ駅
99列車・100列車
オゼルナヤ・パード駅 - ウスリースク駅 - バラノフスキー駅
113列車・114列車
シビルツィヴォ駅 - ウスリースク駅 - アルチョーム駅（ナホトカ支線）
201列車・202列車
オゼルナヤ・パード駅 - ウスリースク駅 - ウゴリナヤ駅
207列車・208列車
オゼルナヤ・パード駅 - ウスリースク駅 - ウゴリナヤ駅
351列車・352列車
オゼルナヤ・パード駅 - ウスリースク駅 - バラノフスキー駅
652列車
ウスリースク駅 - バムブロヴォ駅（バラノフスキー・ハサン鉄道）
エレクトリーチカ（各駅停車）
オゼルナヤ・パード駅 - ウスリースク駅 - サフザヴォド駅
グロデコヴォ支線（旅客列車の運行無し）
ウスリースク駅 - ウスリースクII駅